# Podarcis pityusensis
La lagartija de las Pitiusas (Podarcis pityusensis) es una especie  de reptil escamoso  de la familia Lacertidae endémica de las islas Baleares. Originaria de Ibiza y Formentera, ha sido introducida en Mallorca. De tamaño medio y aspecto variable, es una especie robusta, de patas fuertes y cabeza corta. Existen unas treinta subespecies, algunas de coloración muy oscura con el vientre azul cobalto.
Habita los parajes periféricos pedregosos de las islas grandes, acercándose también a viviendas humanas, muros, escombreras y restaurantes. En islotes cercanos puebla los peñascos sin vegetación.

## Descripción
Esta lagartija es menor a las otras de su género, con las escamas algo más grandes y ligeramente carenadas (especialmente visible en la raíz de la cola). Se trata de una sargantana robusta, con cola larga, que mide aproximadamente el doble del cuerpo; que no suele ser aplanado. Su cuerpo es generalmente verde, aunque la evolución ha permitido que se identifiquen ejemplares marrones y grises. Una línea vertebral negra y otras dos a cada lado suelen cruzar su cuerpo. Mientras que su cola es gris su vientre tiende a ser blanquecino o de un tono amarillo, incluso naranja. Esta descripción se atiene a los ejemplares de Ibiza, ya que los especímenes de la isla de Formentera sufren algunas variaciones.

## Galería

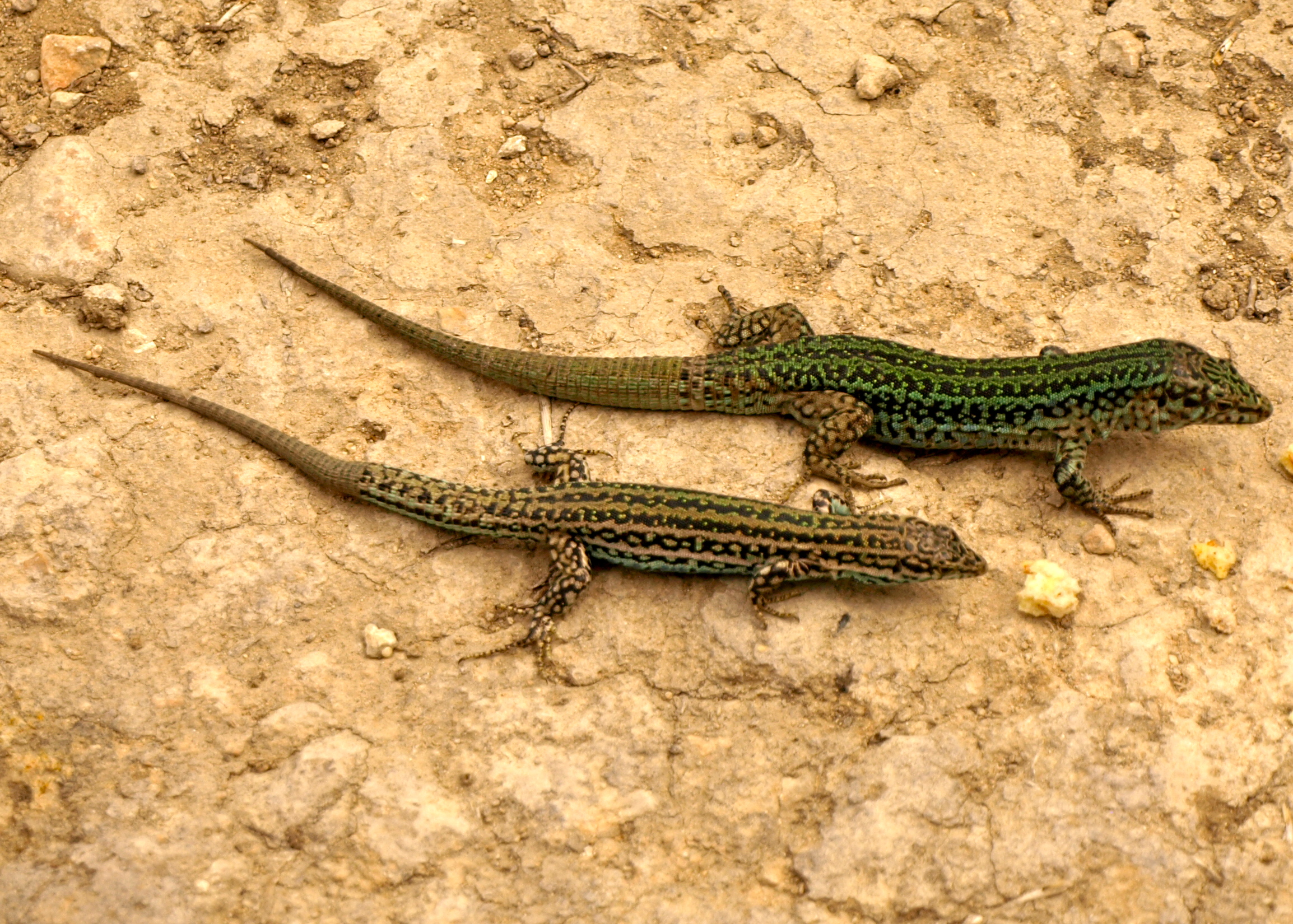
Camí de Sa Pujada. Formentera.